# Magnus Samuelsson (Strongman)

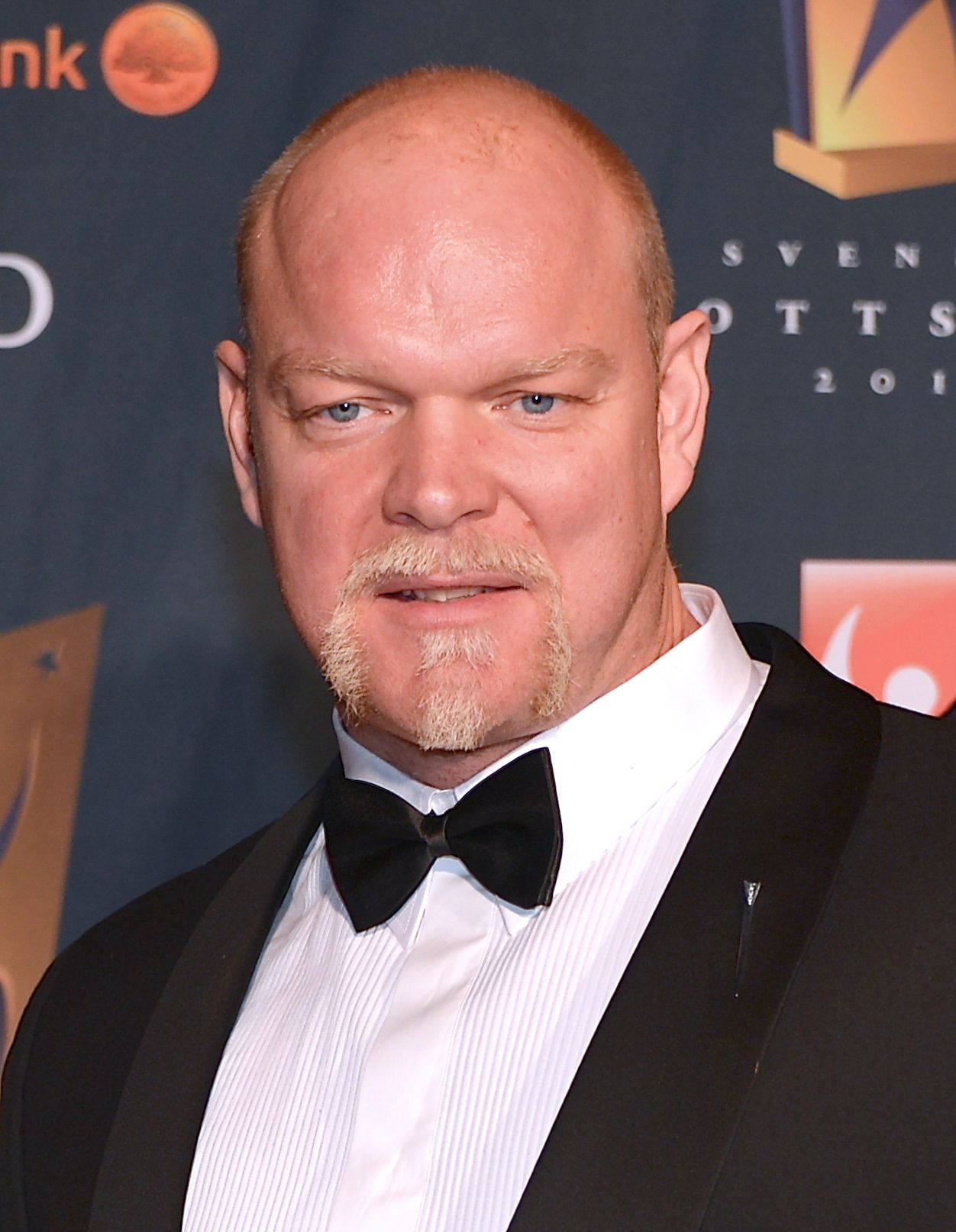
Magnus Samuelsson (2013)

Magnus Samuelsson (* 21. Dezember 1969) ist ein schwedischer Strongman und Schauspieler. Er gewann 1998 in Marokko den Titel World’s Strongest Man. Er ist außerdem sechsfacher Träger des Titels Sweden's Strongest Man.

## Leben
Samuelsson wuchs auf einem Bauernhof in Schweden auf und ist von Beruf Landwirt. Mit seiner Frau Kristin (welche bereits zweimal den Titel Sweden's Strongest Woman gewann) hat er einen Sohn. 
Mitte der achtziger Jahre sahen er und sein Bruder Torbjörn im Fernsehen den isländischen Gewichtheber und Kraftdreikämpfer Jón Páll Sigmarsson, zu diesem Zeitpunkt amtierender World's Strongest Man. Es folgten viele Trainingseinheiten im Waschraum der Mutter, welcher in den ersten Jahren als Fitnessstudio diente. Bei seinem ersten Bankdrückversuch bewältigte Samuelsson bereits 100 Kilogramm.
Er setzt sich gegen den Dopingmissbrauch in Form von Anabolika und anderen illegalen, leistungssteigernden Mitteln ein. Sich selbst beschreibt er als clean und Beispiel dafür, dass Erfolge auch ohne Doping erzielt werden können („My ambition was to see how strong I could get, and I am totally clean, which proves that success is possible without drugs.“).
Er ist einer der nur fünf Männer weltweit, die den Captains of Crush Gripper Nummer 4 unter authentischen Bedingungen geschlossen haben. Er war auch im Armwrestling erfolgreich.
In den Verfilmungen der Bücher von Arne Dahl über die A-Gruppe der schwedischen Polizei, zuständig für Ermittlungen bei Gewaltverbrechen mit internationalem Zusammenhang, die ab Herbst 2011 im schwedischen Fernsehen zu sehen waren, spielt er den Polizisten Gunnar Nyberg. 2017 übernahm er in der Fernsehserie The Last Kingdom die Rolle des Clapa.

## Daten
- Größe: 200 cm
- Gewicht: 150 kg
- Brustumfang: 147 cm
- Oberarmumfang: 60 cm
- Bauchumfang: 105 cm
- Schuhgröße: 47
- Bankdrücken: 270 kg
- Kilokalorienverbrauch pro Tag: ~8500

## Erstplatzierungen
- 1995: Sweden's Strongest Man
- 1996: Sweden's Strongest Man
- 1997: Sweden's Strongest Man
- 1997: Glasgow Open
- 1998: World's Strongest Man
- 1998: Färöer GP
- 1998: World Strongman Challenge
- 1999: Beauty and the Beast
- 1999: Sweden's Strongest Man
- 1999: Tschechien GP
- 2000: Irland GP
- 2000: Polen GP
- 2000: China GP
- 2000: Rumänien GP
- 2000: Sweden's Strongest Man
- 2001: Beauty and the Beast
- 2001: Sweden's Strongest Man
- 2001: Stockholm GP
- 2001: World Strongman Super Series

## Filmografie (Auswahl)
- 2003: Hem till Midgård (Fernsehserie, 1 Episode)
- 2009: Göta kanal 3 – Kanalkungens hemlighet
- 2011: Arne Dahl: Misterioso (Miniserie, 2 Episoden)
- 2012: Arne Dahl: Böses But (Arne Dahl: Ont blod, Miniserie, 2 Episoden)
- 2012: Arne Dahl: Falsche Opfer (Arne Dahl: Upp till toppen av berget, Miniserie, 2 Episoden)
- 2012: Arne Dahl: Rosenrot (Arne Dahl: De största vatten, Miniserie, 2 Episoden)
- 2012: Arne Dahl: Tiefer Schmerz (Arne Dahl: Europa blues, Miniserie, 2 Episoden)
- 2015: Arne Dahl: En midsommarnattsdröm (Miniserie, 2 Episoden)
- 2015: Arne Dahl: Totenmesse (Arne Dahl: Dödsmässa, 2 Episoden)
- 2015: Arne Dahl: Dunkelziffer (Arne Dahl: Mörkertal, 2 Episoden)
- 2015: Arne Dahl: Opferzahl (Arne Dahl: Efterskalv, 2 Episoden)
- 2015: Arne Dahl: Bußestunde (Arne Dahl: Himmelsöga, 2 Episoden)
- 2017: The Last Kingdom (Fernsehserie, 7 Episoden)
- 2017: Sikke et cirkus: Det mystiske mysterium
- 2018: Action Team (Fernsehserie, 4 Episoden)
- 2019: The Outpost (Fernsehserie, 4 Episoden)
- 2021: The Witcher (Fernsehserie, 1 Episode)
- 2021–2022: Gåsmamman (Fernsehserie, 12 Episoden)
- 2022: Medieval
- 2023: Black Lotus